# André Barthélémy Boissonnet
Pour les articles homonymes, voir Boissonnet.
André Barthélémy Boissonnet (24 août 1765 - Annonay ✝ 26 mai 1839 - Sézanne), est un général et homme politique français du XIXe siècle.

## Biographie
Issu d'une famille de notaires d'Annonay dans l'Ardèche, André Boissonnet entre dans l'armée en 1792, dans l'arme du génie.
Au siège de Toulon (1793), où il est adjoint du génie (septembre à décembre 1793), il a, sans doute, l'occasion de connaître le capitaine Bonaparte.
Boissonnet suit ensuite les cours des écoles du Génie de Mézières puis de Metz et en sort lieutenant du génie en novembre 1794.
Il sert alors aux armées de Sambre et Meuse (1794), des Pyrénées-Occidentales (1795), d'Italie (1795-1797) où il est récompensé de ses bons services par le grade de capitaine en mars 1796. Le général Bonaparte, devenu Commandant en chef de l'Armée d'Italie lui confie l'importante mission des travaux du siège de Mantoue (1796-1797).
Passé ensuite aux armées de Mayence et du Danube (1798-1799), il est nommé, en 1800, chef de bataillon à l'état-major du premier inspecteur général du génie à l’armée de Réserve en Italie.
Prenant part ensuite à presque toutes les campagnes du Consulat, il devient, en novembre 1801, sous-directeur des fortifications. 
Entré, en mars 1803, dans la Garde consulaire, comme chef de bataillon du génie, il est chargé du casernement avec rang de major. Il est nommé officier de la Légion d'honneur en juin 1804.
La Garde consulaire devenue la Garde Impériale, il reste en son sein, et y fait les campagnes de la Grande Armée en 1805 (Autriche), 1806 (Prusse), 1807 (Pologne), et 1809 (Allemagne). On le trouve à la tête du génie lors des batailles d'Eylau, d'Heilsberg, et de Friedland.
Confirmé major du génie de la Garde Impériale avec rang de colonel en février 1812, il fait en cette qualité la Campagne de Russie, assistant à la bataille de la Moskova.
Désigné par Berthier pour être chef d'état-major des troupes du génie de l’armée du Main en avril 1813, il prend part, lors de la campagne de Saxe (1813), aux batailles de Lützen, de Bautzen, de Dresde, de Leipzig, de Hanau. L'histoire dit qu'à la bataille de Dresde, en 1813, Napoléon Ier, inspectant les travaux d'approche du génie, demande au colonel Boissonnet la distance qui les séparait de la ville. Le colonel répond 1 200 mètres. Napoléon, jugeant l'estimation erronée, fit chercher un sextant. Celui-ci indiqua 1 200 mètres. Le lendemain, le colonel Boissonnet est fait général de brigade et baron de l'Empire.
Chevalier de l'Empire depuis 1809, avec une dotation en Westphalie, il reçoit le titre de baron de l'Empire en septembre 1813. 
Après la campagne de France (1814), la Restauration française conserve Boissonnet dans les cadres de l'armée, lui donne la Croix de Saint-Louis en 1814 et lui confie la sous-direction des fortifications de Paris.
Au retour de l'Île d'Elbe, Boissonnet revient dans le génie de la Garde comme major. 
Après le désastre de Waterloo et le licenciement de l'armée, Boissonnet rentre chez lui, mais reprend du service en 1816, comme directeur des fortifications de Rochefort puis d'Abbeville. Promu au grade honorifique de maréchal-de-camp en janvier 1824, il est mis à la retraite la même année.
Boissonnet meurt en 1839 et est inhumé à Sézanne (Marne), ville dont il était devenu maire.
On peut compter dans sa descendance une pléiade d'officiers, dont beaucoup sont tombés au champ d'honneur. Après lui, huit membres de sa famille ont atteint dans l'armée ou ses services le rang de général.

## États de service
- Engagé dans l'arme du génie (1792) ;
- Adjoint du génie au siège de Toulon (septembre à décembre 1793) ;
- Élève écoles du Génie de Mézières puis de Metz ;
- Lieutenant du génie (novembre 1794) ;
- Capitaine (mars 1796) ;
- Chef de bataillon à l'état-major du premier inspecteur général du génie à l’armée de Réserve en Italie (1800) ;
- Sous-directeur des fortifications (novembre 1801) ;
- chef de bataillon du génie, avec rang de major, dans la Garde consulaire (mars 1803) ;
- Confirmé major du génie de la Garde Impériale avec rang de colonel (février 1812) ;
- Chef d'état-major des troupes du génie de l’armée du Main (avril 1813) ;
- Maintenu dans les cadres de l'armée (1814) ;
- Sous-directeur des fortifications de Paris (première Restauration) ;
- Réintégré major dans le génie de la Garde (Cent-Jours) ;
- Mis en disponibilité (seconde Restauration) ;
- Réactivé en 1816 comme directeur des fortifications de Rochefort puis Abbeville ;
- Maréchal-de-camp à titre honorifique (janvier 1824)
- Mis à la retraite (1824).

## Campagnes
- Insurrections royalistes et fédéralistes :
  - Siège de Toulon (1793) ;
- Armée de Sambre-et-Meuse (1794) ;
- Armée des Pyrénées-Occidentales (1795) ;
- Campagne d'Italie (1796-1797) à l'Armée d'Italie :
  - Siège de Mantoue (1796-1797) ;
- Armée de Mayence puis armée du Danube (1798-1799) ;
- Campagne d'Autriche (1805) ;
- Campagne de Prusse (1806) ;
- Campagne de Pologne (1807) ;
  - Bataille d'Eylau, d'Heilsberg, et de Friedland ;
- Campagne d'Allemagne et d'Autriche (1809) ;
- Campagne de Russie (1812) ;
- Bataille de la Moskova ;
- Campagne de Saxe (1813) :
  - Bataille de Lützen, de Bautzen, de Dresde, de Leipzig, de Hanau ;
- Campagne de France (1814)

## Titres
- Chevalier de l'Empire avec une dotation en Westphalie (1809) ;
- Baron de l'Empire (septembre 1813).

## Décorations
France
- Légion d'honneur :
  - Officier de la Légion d'honneur (juin 1804);
- Ordre royal et militaire de Saint-Louis :
  - Chevalier de Saint-Louis (1814).

## Autres fonctions
- Maire de Sézanne.

## Vie familiale
Fils de Étienne Boissonnet (1724 - Annonay ✝ 1794 - Annonay), et Anne Velay (1731 ✝ 1807), André Boissonnet épousa le 24 janvier 1802 à Sézanne, Anne-Marie de La Touche (7 mars 1777 - Sézanne ✝ 29 avril 1859 - Sézanne), fille de Charles Louis Collin de La Touche (1733 - Paris ✝ 1799 - Sézanne), procureur de la République (France) au parlement de Paris. Ensemble, ils eurent :
La descendance de André Barthélémy Boissonnet compte parmi les familles subsistantes de la noblesse d'Empire.

## Armoiries
| Figure | Blasonnement |
|        | Armes de chevalier de l'Empire : Tiercé en fasce : au I, parti d'argent, à une armure antique de sable et de sinople, à un rouleau déployé d'argent, sur lequel est dessiné un pentagone « au naturel » ; au II de gueules à l'insigne des chevaliers légionnaires ; au III, d'azur, à trois étoiles d'argent posées en fasce, acc. en chef d'un croissant du même. |

| Figure | Blasonnement |
|        | Armes de baron de l'Empire : Écartelé : au 1, d'argent, à une armure de sable ; au 2, d'or plein ; au 3, de sinople, à un rouleau déployé d'argent, sur lequel est dessiné un polygone de sable (en forme de deux triangles vidés, entrelacés en forme d'étoile à six rais) ; au 4, d'azur, à trois étoiles d'argent, accompagnés en chef d'un croissant du même ; au canton des Barons militaires brochant. |